# Kärragölen, Småland
Kärragölen är en sjö i Uppvidinge kommun i Småland och ingår i Alsteråns huvudavrinningsområde.